# Liste der Kulturdenkmale in Frauendorf (Frohburg)
In der Liste der Kulturdenkmale in Frauendorf sind die Kulturdenkmale des Frohburger Ortsteils Frauendorf verzeichnet, die bis Mai 2024 vom Landesamt für Denkmalpflege Sachsen erfasst wurden (ohne archäologische Kulturdenkmale). Die Anmerkungen sind zu beachten.
Diese Aufzählung ist eine Teilmenge der Liste der Kulturdenkmale in Frohburg.

## Frauendorf
| Bild                                    | Bezeichnung | Lage                                    | Datierung                                                                    | Beschreibung | ID       |
| --------------------------------------- | --- | --------------------------------------- | ---------------------------------------------------------------------------- | --- | -------- |
|                                         | Wohnstallhaus, zwei Seitengebäude, Taubenhaus im Hof und Torbogen eines Vierseithofes                                   | Am Landrain 34 (Karte)                  | Um 1820 (Seitengebäude); bezeichnet mit 1841 (Wohnstallhaus)                 | Stattlicher ortsbildprägender Vierseithof, alle Gebäude mit Fachwerk-Obergeschoss, bau-, sozial- und wirtschaftsgeschichtlich von Bedeutung. Alle Gebäude mit Fachwerk-Obergeschoss und Krüppelwalmdach, freistehendes Fachwerk-Taubenhaus im Hof. | 08971319 |
| Weitere Bilder                          | Kirche mit Kirchhof | Frauendorfer Hauptstraße (Karte)        | 14. Jahrhundert (Kirche); um 1480 (Einzelfigur); bezeichnet mit 1596 (Taufe) | Baugeschichtlich, ortsgeschichtlich und ortsbildprägend von Bedeutung, mittelalterliche Chorturmkirche mit markantem Turmhelm. Chorturm mit spitzer hoher Haube. | 08971320 |
| Direkt Bild zu diesem Denkmal hochladen | Häuslerhaus | Frauendorfer Hauptstraße 15 (Karte)     | Mitte 19. Jahrhundert                                                        | Sozialgeschichtlich von Bedeutung, mit Fachwerk-Obergeschoss. Breiter Dachüberstand, schmaler Baukörper, hoher spitzer Giebel mit kleinen Fenstern, daneben hakenförmiges Nebengebäude mit Zwillingsfenster im Giebel (kein Denkmal). | 08971322 |
| Direkt Bild zu diesem Denkmal hochladen | Häusleranwesen, bestehend aus Wohnhaus mit angebautem Seitengebäude                                                     | Frauendorfer Hauptstraße 36 (Karte)     | Mitte 19. Jahrhundert                                                        | Sozialgeschichtlich von Bedeutung, annähernd original erhaltenes ortstypisches Häusleranwesen. Giebelständig zur Straße, angebautes Seitengebäude mit Fachwerk-Obergeschoss | 08971323 |
| Direkt Bild zu diesem Denkmal hochladen | Ehemaliges Pfarrhaus | Frauendorfer Hauptstraße 57 (Karte)     | Um 1820                                                                      | Bau- und ortsgeschichtlich von Bedeutung, mit Fachwerkobergeschoss. Mit Fachwerk-Obergeschoss und Krüppelwalmdach, Giebelwand durch Breitfenster verändert, Außenseite verputzt. | 08971321 |
| Direkt Bild zu diesem Denkmal hochladen | Wohnstallhaus eines Vierseithofes                                                                                       | Frauendorfer Hauptstraße 65 (Karte)     | Um 1800                                                                      | Baugeschichtlich von Bedeutung, mit Fachwerk-Obergeschoss an der Hofseite und altem Portal sowie straßenbildprägendem Anbau mit Drillingsfenstern. Weiter Dachüberstand, Eingang mit Porphyrtuffgewände und profilierter Bedachung. Giebel massiv, durch Breitfenster verändert. | 09259226 |
| Direkt Bild zu diesem Denkmal hochladen | Mühle mit Mühlentechnik (Frauendorfer Mühle)                                                                            | Frauendorfer Hauptstraße 67, 69 (Karte) | Bezeichnet mit 1778 (im Kern älter)                                          | Bau- und technikgeschichtlich von Bedeutung, Mühlengebäude mit reich gestaltetem Fachwerk-Obergeschoss und direkt angeschlossenem Mahlraum, Porphyrtuff-Portal mit Mühlenzeichen im Schlussstein, ehemalige Wassermühle. Mühle 1662 abgebrannt, im Schlussstein bezeichnet mit 1778. Fachwerk mit Zierpfosten in den unteren Feldern. Anschließendes Wohnhaus aus der 2. Hälfte des 19. Jahrhunderts mit Porphyrtuffgliederungen. Im Mahlraum verschiedene Arbeitsmaschinen (u. a. Fanal) aus der 1. Hälfte des 20. Jahrhunderts erhalten. | 08970140 |
| Direkt Bild zu diesem Denkmal hochladen | Wohnhaus und Seitengebäude eines Vierseithofes                                                                          | Hermsdorfer Straße 7 (Karte)            | Um 1840                                                                      | Bau- und wirtschaftsgeschichtlich von Bedeutung, mit Fachwerk-Obergeschoss. Giebelseite straßenbildwirksam mit Drillingsfenstern (Serliana). Außenseite des Wohnhauses durch Anbau und neue Fenster verändert. Hofseitig mit schöner Porphyrtuffrahmung und geradliniger Bedachung des Einganges. | 08971357 |
| Direkt Bild zu diesem Denkmal hochladen | Wohnhaus eines Bauernhofes                                                                                              | Hermsdorfer Straße 17 (Karte)           | Um 1820                                                                      | Baugeschichtlich von Bedeutung, mit Fachwerk-Obergeschoss, straßenbildprägend. Die Außenseite durch Anbau entstellt, die Gefache noch mit originaler Lehmausfachung, sehr weiter Dachüberstand, Krüppelwalmdach und Fachwerkgiebel zur Straße, Erdgeschoss der Hofseite verändert. | 08971317 |
| Direkt Bild zu diesem Denkmal hochladen | Vierseithof mit Wohnstallhaus, Stallgebäude, Scheune und Seitengebäude (mit Kumthalle) sowie Einfriedung des Vorgartens | Hermsdorfer Straße 20 (Karte)           | Bezeichnet mit 1849                                                          | Stattlicher, straßenbildprägender Vierseithof, Wohnhaus und Stall mit Fachwerk-Obergeschoss, Pferdestall mit gekuppelten Zwillingsfenstern im Giebel, originale eiserne Vorgarteneinfriedung. Giebel von Wohnhaus und Pferdestall sehr markant mit gekuppelten Zwillingsfenstern bzw. Serliana, Kummthalle dreibögig mit schlanken Porphyrtuffsäulen. | 08971305 |
| Direkt Bild zu diesem Denkmal hochladen | Ehemaliger Mühlenhof bestehend aus Wohnhaus und Stall (Hermsdorfer Mühle)                                               | Hermsdorfer Straße 23 (Karte)           | Bezeichnet mit 1828                                                          | Ehemalige Wassermühle für die landwirtschaftlich geprägte Region von ortsgeschichtlicher Bedeutung, das Wohnhaus mit Fachwerk-Obergeschoss und das angrenzende Stallgebäude mit Porphyrtuffgliederung sind baugeschichtlich von Bedeutung, seit 1960 Mühle außer Betrieb, keine Technik erhalten. An der Rückwand des älteren, zurückgesetzten Wohnhauses Fachwerk mit Mannfiguren und sehr kleine Fenster (vermutlich 18. Jahrhundert). Im Schlussstein des Stallgebäudes Datierung 1828, Mühlgraben verlandet, keine technischen Anlagen erhalten, Scheune kein Denkmal 1942 Scheune abgebrannt und nachfolgend wieder aufgebaut, bis 1955 in Betrieb. Das Mühlwerk wurde mit Wasserkraft durch einen von der Eula gespeisten Mühlgraben betrieben. Durch die Begradigung der Eula verlandete der Mühlgraben, so dass 1960 das Wasserrad der Mühle stillgelegt wurde, nachfolgend Stallgebäude und die Scheune der Hermsdorfer Mühle bis 1989 von der LPG genutzt, zwischen 1990 und 1994 Gewerbe, seit 1994 Gaststätte in der Scheune. | 08971308 |

## Ehemaliges Denkmal
| Bild                                    | Bezeichnung | Lage                         | Datierung       | Beschreibung | ID       |
| --------------------------------------- | ----------- | ---------------------------- | --------------- | --- | -------- |
| Direkt Bild zu diesem Denkmal hochladen | Armenhaus   | Hermsdorfer Straße 1 (Karte) | 19. Jahrhundert | Eingeschossiger Putzbau, ortsbildprägende Lage am Ortsausgang, sozialgeschichtlich bedeutsam, eines der letzten relativ unverändert erhaltenen dörflichen Armenhäuser. Zwischen 2009 und 2016 abgerissen. | 08971318 |

## Tabellenlegende
- Bild: Bild des Kulturdenkmals, ggf. zusätzlich mit einem Link zu weiteren Fotos des Kulturdenkmals im Medienarchiv Wikimedia Commons. Wenn man auf das Kamerasymbol klickt, können Fotos zu Kulturdenkmalen aus dieser Liste hochgeladen werden:
- Bezeichnung: Denkmalgeschützte Objekte und ggf. Bauwerksname des Kulturdenkmals
- Lage: Straßenname und Hausnummer oder Flurstücknummer des Kulturdenkmals. Die Grundsortierung der Liste erfolgt nach dieser Adresse. Der Link (Karte) führt zu verschiedenen Kartendiensten mit der Position des Kulturdenkmals. Fehlt dieser Link, wurden die Koordinaten noch nicht eingetragen. Sind diese bekannt, können sie über ein Tool mit einer Kartenansicht einfach nachgetragen werden. In dieser Kartenansicht sind Kulturdenkmale ohne Koordinaten mit einem roten bzw. orangen Marker dargestellt und können durch Verschieben auf die richtige Position in der Karte mit Koordinaten versehen werden. Kulturdenkmale ohne Bild sind an einem blauen bzw. roten Marker erkennbar.
- Datierung: Baubeginn, Fertigstellung, Datum der Erstnennung oder grobe zeitliche Einordnung entsprechend des Eintrags in der sächsischen Denkmaldatenbank
- Beschreibung: Kurzcharakteristik des Kulturdenkmals entsprechend des Eintrags in der sächsischen Denkmaldatenbank, ggf. ergänzt durch die dort nur selten veröffentlichten Erfassungstexte oder zusätzliche Informationen
- ID: Vom Landesamt für Denkmalpflege Sachsen vergebene, das Kulturdenkmal eindeutig identifizierende Objekt-Nummer. Der Link führt zum PDF-Denkmaldokument des Landesamtes für Denkmalpflege Sachsen. Bei ehemaligen Kulturdenkmalen können die Objektnummern unbekannt sein und deshalb fehlen bzw. die Links von aus der Datenbank entfernten Objektnummern ins Leere führen. Ein ggf. vorhandenes Icon  führt zu den Angaben des Kulturdenkmals bei Wikidata.